# Limacella illinita
Лімаце́ла ма́сляна (Limacella illinita) — гриб роду Лімацела (Limacella) родини Мухоморових (Amanitaceae). Вважається маловідомим їстівним грибом.
Наукові синоніми:
- Agaricus subcavus Schumach., 1803 (nom. illeg.) (базионім)
- Agaricus illinitus Fr., 1818
- Lepiota illinita (Fr.) Quél., 1873
- Armillaria subcava (Schumach.) Sacc., 1887
- Amanitella illinita (Fr.) Maire, 1913
- Myxoderma illinitum (Fr.) Kühner, 1926

## Опис
Шапка діаметром 2,5—8 см, в середині товстом'ясиста, напівкуляста, пізніше розкривається до плоско-опуклої або розпростертої, має широкий горбок, край тонкий, нерівний. Шкірка слизова, гладка, білувата, з кремово-жовтим відтінком, в центрі коричнювата або коричнево-сіра.
М'якуш білий, на зрізі не змінюється, з запахом парфумів.
Гіменофор пластинчастий, пластинки вільні, часті, широкі, білі з рожевим відтінком; є пластиночки.
Ніжка центральна, циліндрична, в середній частині може розширюватися, розміри 4—8 × 0,5—0,7 см. Поверхня слизова, того ж самого кольору, що й шапка.
Залишки покривал: Піхва відсутня; кільце у верхній частині ніжки, слизове, вузьке, швидко зникає.
Споровий відбиток білий.
Мікроскопічні ознаки:
Спори кулясті або округло-еліпсоїдні, 4—6 × 4—4,5 мкм, шорсткі, безбарвні.
Базидії чотириспорові, булавоподібні, розмірами 30—35 × 6—7 мкм.
Трама пластинок неправильного типу, складається з гіф діаметром 3-7 мкм.

### Різновиди
- L. illinita var. rubescens H.V.Sm., 1945
- L. illinita var. argillacea H.V.Sm., 1945
- L. illinita var. ochraceorosea Beguet & Bon, 1975

## Екологія та розповсюдження
Росте в хвойних, мішаних і листяних лісах, на ґрунті. Зустрічається дуже рідко.
Поширена в помірному поясі Європи від Британських островів до Прибалтики, Білорусі та Західної України; також в Азії — Закавказзя (Азербайджан), Приморський край Росії; в Північній Америці (США) і Північній Африці (Алжир).
В Україні відома в Закарпатській області — Берегівський район, околиці села Яноші, Ужгородський район, околиці с. Невицьке та в Івано-Франківській області біля Надвірної.
Сезон серпень — жовтень.